# 王容芬
王容芬（1947年—）是一位中国的女性旅德学者。
1947年出生于北京海淀。童时于海淀培元学校读小学。1957年进入北京101中学。1962年入读北京外国语学院东欧语系德语专业。
1966年8月18日，十九岁、已加入中国共产主义青年团的王容芬参加天安门广场的红卫兵集会，觉得“和当年的希特勒简直没什么区别”。9月24日，她给毛泽东寄出一封署名“退团信”：
|  | 请以一个共产党员的名义想一想：您在干什么？请您以党的名义想一想：眼前发生的一切意味着什么？请您以中国人民的名义想一想：您将把中国引向何处去？文化大革命不是一场群众运动，是一个人在用枪杆子运动群众。我郑重声明：从即日起退出中国共产主义青年团。 |

她在信寄出后，带着一封写着相同内容的德语信件，于苏联驻华大使馆附近服下了四瓶敌敌畏（一说DDT）自杀。她想让苏联人发现她的尸体，把她以生命反抗文化大革命的事迹传至全世界；然而她被送公安医院抢救过来，随即遭到逮捕。在关押了近十年后，于1976年1月被判处无期徒刑。《毛泽东:鲜为人知的故事》一书称其于监狱中受到了“非人的虐待”。
1979年3月被当局平反，无罪释放。后被费孝通推荐到中国社会科学院社会学研究所从事翻译研究工作。1989年6月，旅居德国。重拾德文专业，翻译有马克斯·韦伯的《儒教与道教》。